# Сантелоне (Бреша)
Сантелоне је насеље у Италији у округу Бреша, региону Ломбардија.
Према процени из 2011. у насељу је живело 265 становника. Насеље се налази на надморској висини од 153 м.